# 羅斯山 (德國)
47°39′24″N 11°51′48″E / 47.65667°N 11.86333°E

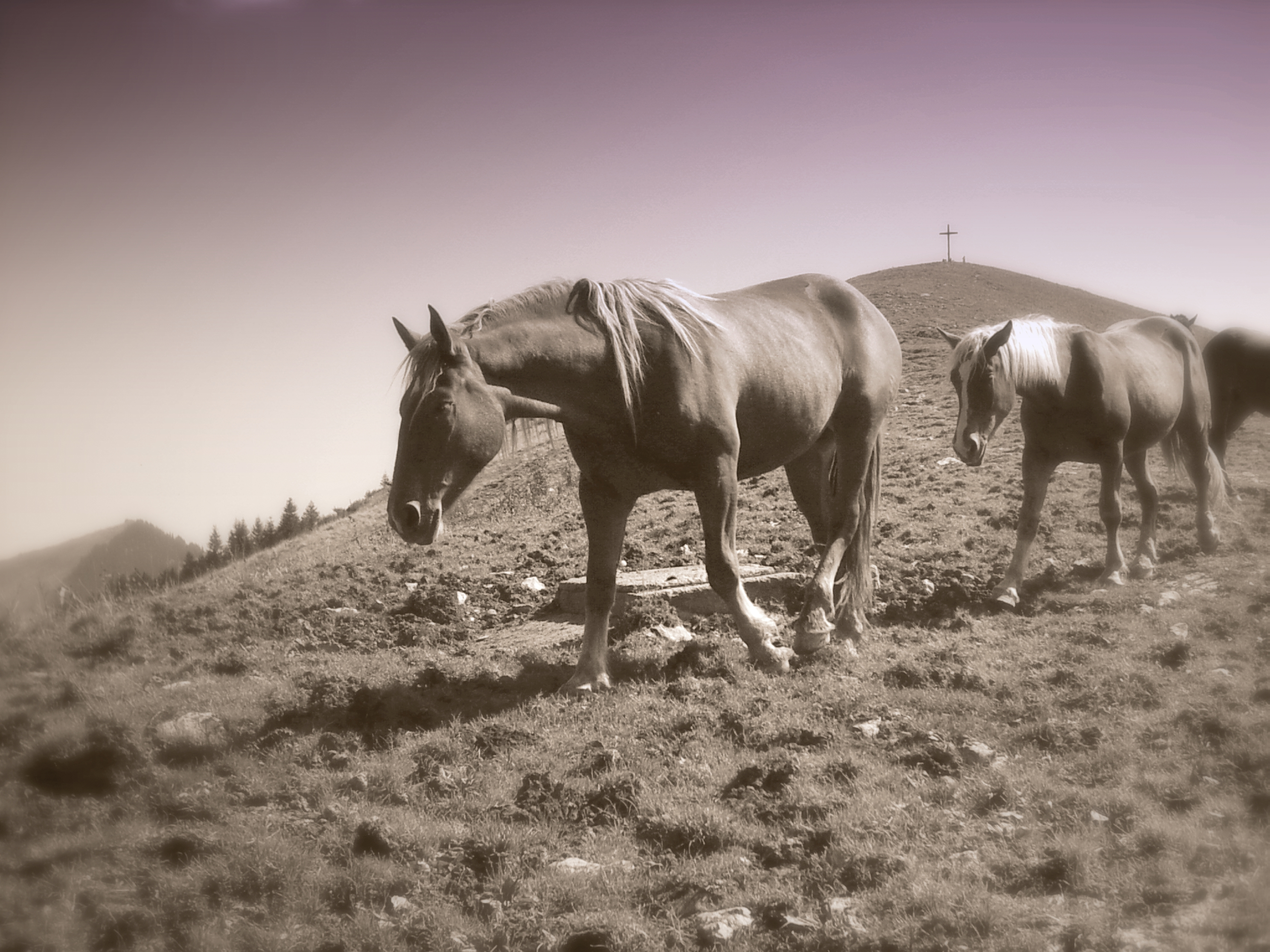

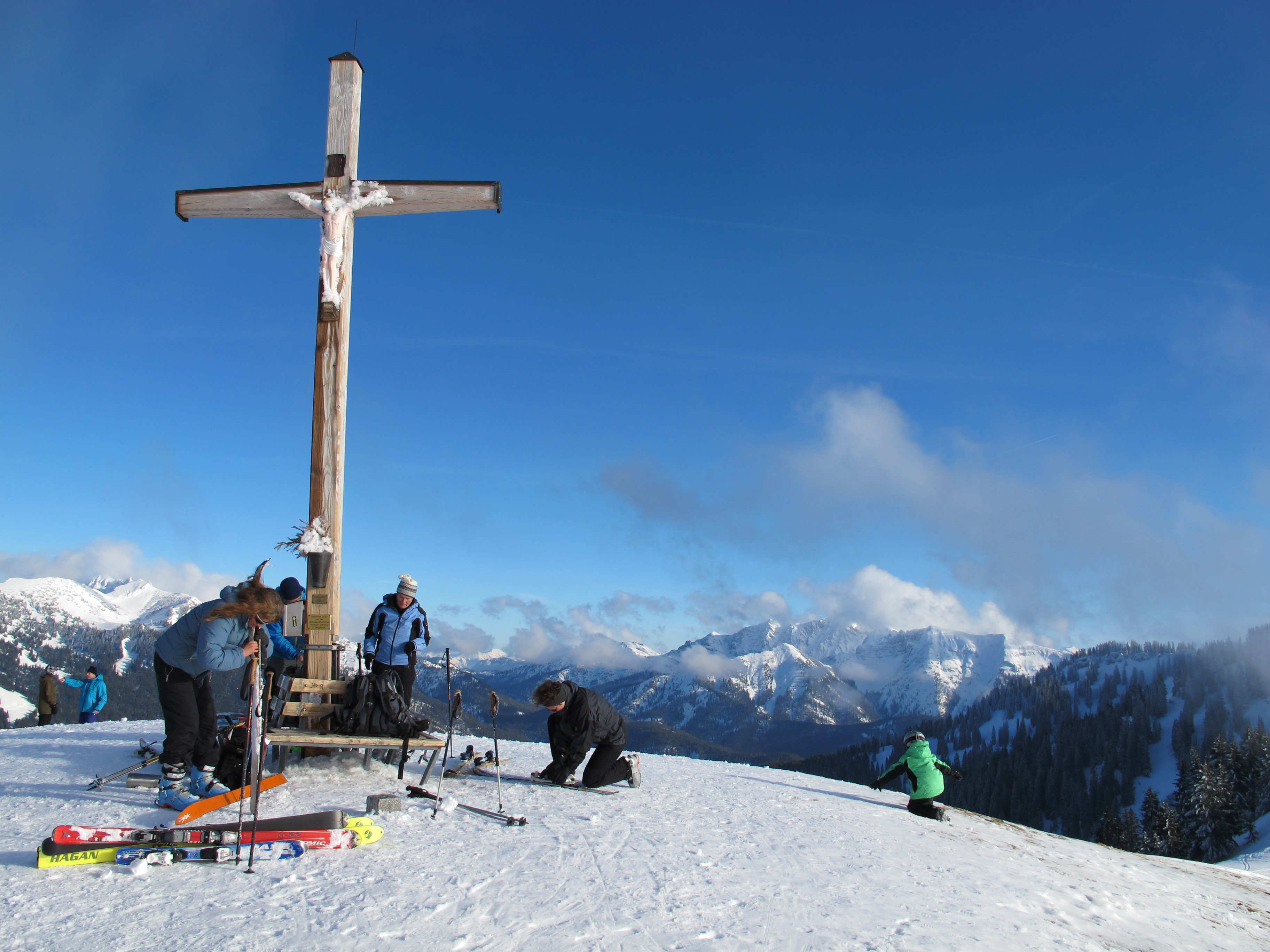

羅斯山（德語：Roßkopf），是德國的山峰，位於該國東南部，由巴伐利亞負責管轄，屬於巴伐利亞前阿爾卑斯山脈中芒法爾山脈的一部分，海拔高度1,580米，每年平均降雨量1,764毫米。